# 関東学院大学ラグビー部
関東学院大学ラグビー部（かんとうがくいんだいがくらぐびーぶ、Kanto Gakuin Univ Rugby Football Club）は関東大学ラグビーリーグ戦グループ１部に所属する関東学院大学のラグビー部。略称は関東学院（かんとうがくいん）または関東（かんとう）。1997年度から2006年度まで10年連続で大学選手権決勝に進出し、そのうち2度の2連覇を含む6回の優勝を達成している。7人制ではジャパンセブンズ優勝1回・YC&AC JAPAN SEVENS優勝1回を誇る。また、多くの人材を日本代表に輩出している。

## 戦歴

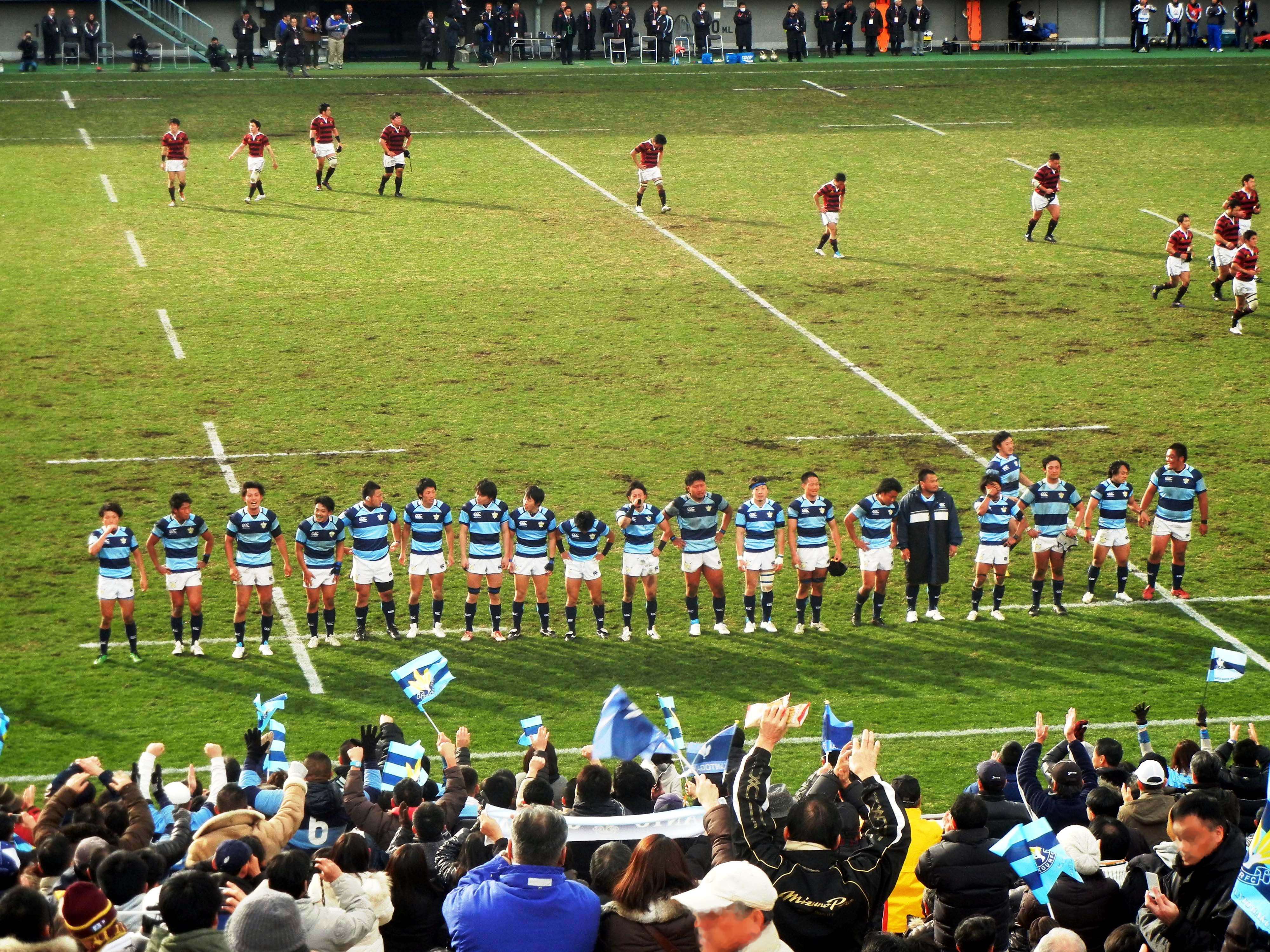
早稲田大学を破り、観客席のファンに挨拶をする関東学院の選手達（2011年12月・秩父宮ラグビー場）

1980年度に全国地区対抗大学ラグビーフットボール大会で初優勝。1982年度にも地区対抗大学大会で優勝し、さらに1部昇格を決めた。
1990年度に関東大学ラグビーリーグ戦グループで初優勝。また同年度には大学選手権初出場を決めた。
1997年度に大学選手権決勝で、明治大学を破り初優勝。翌1998年度も明治大学を破り、大学選手権2連覇を達成した。
1999年度には史上2校目の大学選手権3連覇を狙ったが、決勝で慶應義塾大学に7-27で敗れた。
2002年度にも大学選手権3連覇を目指したが、早稲田大学に22-27で敗れた。
逆に、2006年度には早稲田大学の大学選手権3連覇を阻み、6度目の大学日本一に輝く。
2001年度から2006年度まで6年連続で大学選手権決勝で早稲田大学と対戦し、3勝3敗と拮抗している。
2007年度には、関東大学ラグビーリーグ戦の優勝をほぼ決めながら、部員の大麻による不祥事(後述)により最終戦である、法政大学戦の出場を辞退し優勝を逃した。その後、対外試合を2008年3月末日まで自粛することを決定し、大学選手権決勝の連続出場は10年連続で途絶えた。
2012年度は最下位で入替戦に回り、立正大学に17-40で敗れ、2部に降格した。
2013年度は2部2位で入れ替え戦に挑むが、1部7位の立正大学に22-27で敗れ2部残留。
2014年度は2部3位にて、入れ替え戦に出場することなく2部残留が決まった。
2015年度は2部2位で入れ替え戦に挑み、1部7位の専修大学に22-7で勝ち、1部に昇格した。
2016年度は1部6位にて、入れ替え戦に出場することなく1部残留が決まった。
2017年度は最下位で入替戦に回り、専修大学に38-43で敗れ、2部に降格した。
2019年度は2部2位で入れ替え戦に挑み、1部7位の拓殖大学に31-28で勝ち、1部に昇格した。
2022年度は最下位で入替戦に回り、拓殖大学に17-26で敗れ、2部に降格した。
2023年度は2部1位で入れ替え戦に回り、拓殖大学に38-26で勝ち、1部に昇格した。またこの年は初めての共同キャプテンであり、わずか1年で1部に戻したのは関東学院大学の歴史上初めて。

## タイトル
- 全国大学ラグビーフットボール選手権大会 : 6回　（出場21回）
1997、1998、2000、2001、2003、2006

- 関東大学ラグビーリーグ戦 : 10回
1990、1996、1997、1999、2000、2001、2002、2003、2005、2006

- 全国地区対抗大学ラグビーフットボール大会 : 2回
1980、1982

- ジャパンセブンズ選手権大会 : 1回
2002

- YC&AC JAPAN SEVENS ： 1回
2007

- 東日本大学セブンズ: 1回
2000

※年は全て年度。

## 戦績
近年のチームの戦績は以下のとおり。
| 年度   | 所属 | 勝敗   | 順位 | 監督     | 主将               | 大学選手権                     |
| ------ | ---- | ------ | ---- | -------- | ------------------ | ------------------------------ |
| 1996年 | 1部  | 7勝0敗 | 1位  | 春口廣   | 仙波優             | 準決勝 27-32 早稲田大学        |
| 1997年 | 1部  | 7勝0敗 | 1位  | 春口廣   | 箕内拓郎           | 優勝 決勝 30-17 明治大学       |
| 1998年 | 1部  | 5勝2敗 | 2位  | 春口廣   | 立川剛士           | 優勝 決勝 47-28 明治大学       |
| 1999年 | 1部  | 6勝1敗 | 1位  | 春口廣   | 淵上宗志           | 準優勝 決勝 7-27 慶應義塾大学  |
| 2000年 | 1部  | 7勝0敗 | 1位  | 春口廣   | 久富雄一           | 優勝 決勝 42-15 法政大学       |
| 2001年 | 1部  | 7勝0敗 | 1位  | 春口廣   | 山口智史           | 優勝 決勝 21-16 早稲田大学     |
| 2002年 | 1部  | 7勝0敗 | 1位  | 春口廣   | 北川俊澄           | 準優勝 決勝 22-27 早稲田大学   |
| 2003年 | 1部  | 7勝0敗 | 1位  | 春口廣   | 山村亮             | 優勝 決勝 33-7 早稲田大学      |
| 2004年 | 1部  | 6勝1敗 | 2位  | 春口廣   | 松本健志           | 準優勝 決勝 19-31 早稲田大学   |
| 2005年 | 1部  | 6勝1敗 | 1位  | 春口廣   | 有賀剛             | 準優勝 決勝 5-41 早稲田大学    |
| 2006年 | 1部  | 6勝1敗 | 1位  | 春口廣   | 吉田正明           | 優勝 決勝 33-26 早稲田大学     |
| 2007年 | 1部  | 6勝1敗 | 2位  | 春口廣   | 中園真司           | 出場辞退                       |
| 2008年 | 1部  | 5勝2敗 | 3位  | 櫻井勝則 | 土佐誠             | 1回戦 5-21 早稲田大学          |
| 2009年 | 1部  | 6勝1敗 | 2位  | 櫻井勝則 | 安藤泰洋           | 1回戦 17-17 帝京大学1          |
| 2010年 | 1部  | 4勝3敗 | 3位  | 櫻井勝則 | 大島脩平           | 1回戦 13-39 帝京大学           |
| 2011年 | 1部  | 5勝2敗 | 3位  | 櫻井勝則 | 田中圭一           | 準決勝 17-42 天理大学          |
| 2012年 | 1部  | 0勝7敗 | 8位  | 櫻井勝則 | 稲垣啓太           | ※入替戦 17-40 立正大学 2部降格 |
| 2013年 | 2部  | 6勝1敗 | 2位  | 春口廣   | 岡山敦士           | ※入替戦 22-27 立正大学 2部残留 |
| 2014年 | 2部  | 5勝2敗 | 3位  | 板井良太 | 今井隆太           |                                |
| 2015年 | 2部  | 6勝1敗 | 2位  | 板井良太 | 高城佑太           | ※入替戦 22-7 専修大学 1部昇格  |
| 2016年 | 1部  | 2勝5敗 | 6位  | 板井良太 | 宮川智海           |                                |
| 2017年 | 1部  | 1勝6敗 | 8位  | 板井良太 | 佐々木修弥         | ※入替戦 38-43 専修大学 2部降格 |
| 2018年 | 2部  | 7勝0敗 | 1位  | 板井良太 | 青山晃             | ※入替戦 29-47 中央大学 2部残留 |
| 2019年 | 2部  | 6勝1敗 | 2位  | 板井良太 | 鈴木伊織           | ※入替戦 31-28 拓殖大学 1部昇格 |
| 2020年 | 1部  | 1勝6敗 | 7位  | 板井良太 | 萬田開人           |                                |
| 2021年 | 1部  | 3勝4敗 | 4位  | 板井良太 | 三輪悠真           |                                |
| 2022年 | 1部  | 0勝7敗 | 8位  | 板井良太 | 米井翔啓           | ※入替戦 17-26 専修大学 2部降格 |
| 2023年 | 2部  | 6勝1敗 | 1位  | 立川剛士 | 立川大輝, 宮上凜   | ※入替戦 38-26 拓殖大学 1部昇格 |
| 2022年 | 1部  | 0勝7敗 | 8位  | 代行榎本 | 内川朝陽, 由比藤聖 | ※入替戦 49-38 中央大学 1部残留 |

1トライ数の差により帝京大学が2回戦進出

## 主な在籍選手
- ティポアイールーテル・ラリー（共同主将、No.8  / 倉敷高）
- 安藤悠樹（共同主将、SO・FB  / 日向工業高）
- 丸尾瞬（FWリーダー、HO・No.8  / 倉敷高）
- 中島拳志郎（BKリーダー、CTB  / 長崎北陽台高）

## 在籍した選手
- 板井良太（PR、元伊勢丹ラグビー部、現・関東学院大学ラグビー部監督 / 相模台工高）
- 松田努 (WTB・FB、元東芝ブレイブルーパス、日本代表  / 草加高)
- 岡村要 （SO、元NECグリーンロケッツ、元NECグリーンロケッツヘッドコーチ / 淀川工高）
- 横山恒雄 (LO、元東芝ブレイブルーパス / 藤沢西高)
- 赤間勝 (WTB、元九州電力キューデンヴォルテクス所属、現・九州電力キューデンヴォルテクス監督)
- 仙波優 （1996年度主将、CTB・WTB、元トヨタ自動車 / 松山商高）
- 網野正大 （HO、元NECグリーンロケッツ、NECグリーンロケッツヘッドコーチ、日本代表 / 日川高）
- 今井大輔（SO、元近鉄ライナーズ / 報徳学園高）
- 山本康之 (HO、元中国電力ラグビー部所属、元中国電力ラグビー部ヘッドコーチ)
- 箕内拓郎 (1997年度主将、FL・No.8、NECグリーンロケッツ → NTTドコモレッドハリケーンズ所属、日本代表 / 八幡高)
- 池村章宏 (SH、元釜石シーウェイブス所属 / 日大高)
- 神辺光春 (FL、元中国電力ラグビー部所属、現・中国電力ラグビー部監督)
- 作田敏哉（HO、元日本IBMビッグブルー、大阪体育大学ラグビー部コーチ）
- 鈴木剛史 （WTB・FB、元東京電力ラグビー部 / 盛岡工高）
- 三浦智拓（No.8、釜石シーウェイブス → 紫波オックス / 盛岡工高）
- 立川剛士 （1998年度主将、FB、東芝ブレイブルーパス所属、日本代表 /佐賀工高）
- 宮下哲朗 (FL、元東芝ブレイブルーパス / 希望が丘高)
- 宮村眞也 (LO、元NECグリーンロケッツ / 都城泉ヶ丘高)
- 村上龍寛 (SH、元九州電力キューデンヴォルテクス所属 / 八幡中央高)
- 淵上宗志 （1999年度主将、SO、元コカ・コーラウエストレッドスパークス / 佐賀工高）
- 秋山泰（PR、元タマリバクラブ / 相模台工高）
- 沖義穂（SH、Bull Sharks所属 / 茨田高）
- 川井裕哉 （LO、元大阪府警察ラグビー部所属 / 松山商高）
- 河田圭祐（PR、ヤマハ発動機ジュビロ / 横浜商大高）
- 木立博臣（WTB、釜石シーウェイブス → 北上FORCE所属 / 青森北高）
- 椎村政彦（SO・CTB、クボタスピアーズ → 釜石シーウェイブス / 昭英高）
- 高橋稲穂（PR・LO・No.8、クイールクラブ / 東京高）
- 萩谷昌之 （CTB、元NTTドコモレッドハリケーンズ / 東山高）
- 萩原徹 (CTB、元中国電力ラグビー部所属、現・中国電力ラグビー部副務 / 安芸南高)
- 服部勲則（FL、延岡クラブ / 延岡東高）
- 廣瀬陽一（FL、三鷹オールカマーズ / 松が谷高）
- 藤田友之（No.8、浦安ビアーズ / 麗澤高）
- 古島慶人 （FL、元三菱自動車京都レッドエボリューションズ / 東山高）
- 矢口和良（WTB、NTTコミュニケーションズシャイニングアークス → 日比谷ラグビー部所属 / 茗溪学園高）
- 吉岡泰一（CTB、元九州電力キューデンヴォルテクス / 延岡東高）
- 久富雄一（2000年度主将、PR、NECグリーンロケッツ → NTTドコモレッドハリケーンズ 日本代表 / 佐賀工高）
- 青本栄太郎（FL、川崎ビッグ代表取締役 / 三好高）
- 浅田哲也 (PR、元釜石シーウェイブス / 清真学園高)
- 泉田直機（WTB、おたくさクラブ / 長崎西陵高）
- 伊豆朋将 （FL、オール銚子ラグビーフットボールクラブ所属 / 銚子高）
- 今村順一 （SH、元神戸製鋼コベルコスティーラーズ / 伏見工高）
- 加島大輔（FL、元キヤノンイーグルス / 城内高）
- 蔵憲治 （HO、元コカ・コーラウエスト / 鹿児島実業高）
- 酒井栄一 （FL、延岡クラブ所属 / 延岡東高）
- 年見直樹（WTB、元富士ゼロックスFIREBIRD / 宮崎南高）
- 中尾泰人（WTB、横濱ラグビーアカデミー / ヒルズ学園）
- 堀田亘 （LO、元コカ・コーラウエスト / 延岡東高）
- 増田薫（SH、元ヤクルトレビンズ、元ヤクルトレビンズヘッドコーチ / 大楠高）
- 益留健 （HO、元大阪府警察ラグビー部 / 淀川工高）
- 水田雄也 (CTB、元NECグリーンロケッツ / 清真学園高)
- 米元勇一郎（SH、三洋電機 → キヤノンイーグルス / 明大中野高）
- 若松大志 （PR、元パナソニック ワイルドナイツ / 錦江湾高）
- 渡辺章人（CTB、元クボタスピアーズ / 茨木西高）
- 山口智史 （2001年度主将、No.8、元コカ・コーラウエストレッドスパークス所属、7人制日本代表、コカ・コーラレッドスパークス元監督/ 佐賀工高）
- 今村友基 （SO・SH、元神戸製鋼コベルコスティーラーズ、キヤノンイーグルスBKコーチ / 伏見工高）
- 榎本淳平（CTB、元三洋電機、現・関東学院大学ラグビー部ヘッドコーチ、日本代表 / 保善高）
- 大津留祥光 （FL、元コカ・コーラウエスト / 佐賀工高）
- 角濱嘉彦（FB、三洋電機 → 近鉄ライナーズ、7人制日本代表 / 東山高）
- 斎藤泰裕 （LO、元セコムラガッツ / 青森北高）
- 櫻井寿貴（PR、元東芝ブレイブルーパス / 東農大二高）
- 四宮洋平 （WTB・FB、元近鉄ライナーズ 、ブルーシャークスBKコーチ、日本代表 / 桐蔭学園高）
- 春口翼 （SH、元リコーブラックラムズ、春口廣部長の長男 / 関東学院高）
- 北川俊澄 （2002年度主将、LO、トヨタ自動車ヴェルブリッツ所属、日本代表 / 伏見工高）
- 赤井大介 （FL、三洋電機 → 近鉄ライナーズ、立命館大学ラグビー部FW/DFコーチ / 大工大高）
- 犬飼陽生（LO、元東芝ブレイブルーパス / 瀬谷高）
- 大島慶（FL、日本IBMビッグブルー所属 / 保善高）
- 金子卓也 (PR、新潟アイビス / 巻高)
- 鈴木力（FL、元クボタスピアーズ、クボタスピアーズFWコーチ / 茗溪学園高）
- 高山勝行 （HO、トヨタ自動車ヴェルブリッツ → RED WING所属 / 大工大高）
- 立川大介（PR、三洋電機 → キヤノンイーグルス / 九州学院高）
- 三宅敬 （WTB、元パナソニック ワイルドナイツ / 伏見工高）
- 山村亮 （2003年度主将、PR、ヤマハ発動機ジュビロ所属、日本代表 / 佐賀工高）
- 入江順和（SO、帆柱クラブ → パナソニック ワイルドナイツ、現・関東学院大学ラグビー部BKコーチ 日本代表 / 八幡中央高）
- 小畑陽介 （WTB、元東京電力ラグビー部 / 東山高）
- 川村圭希（SO、常翔啓光学園高校監督 / 啓光学園高）
- 北川喬之（PR・HO、ヤマハ発動機ジュビロ → パナソニック ワイルドナイツ → 三菱重工相模原ダイナボアーズ、関東学院大学ラグビー部FWコーチ / 東山高）
- 堺田純（LO・FL、元パナソニック ワイルドナイツ / 清真学園高）
- 霜村誠一（CTB、パナソニック ワイルドナイツ所属、桐生第一高ラグビー部監督、日本代表 / 東農大二高）
- 鈴木博貴（CTB、元東京電力ラグビー部 / 関東学院高）
- 土肥功也 （PR・HO、元日本IBMビッグブルー / 大工大高）
- 水野弘貴 （WTB・FB、トヨタ自動車ヴェルブリッツ所属、日本代表 / 東山高）
- 八木鉄兵 （FL、元ヤマハ発動機ジュビロ / 向上高）
- 山本貢 （HO、パナソニック ワイルドナイツ → キヤノンイーグルス所属、日本代表 / 新田高校）
- 松本健志 （2004年度主将、LO・FL、元コカ・コーラウエストレッドスパークス / 佐賀工高）
- 市村和俊 (CTB、元中国電力ラグビー部 / 長崎北高)
- 伊藤健 （HO、明治安田生命ホーリーズ所属 / 大工大高）
- 岩田大助（FL、富士ゼロックスFIREBIRD所属 / 報徳学園高）
- 久野順一 (SH、元中国電力ラグビー部)
- 高安厚史 （SH、パナソニック ワイルドナイツ所属 / 東山高）
- 有賀剛 （2005年度主将、CTB・FB、サントリーサンゴリアス所属、日本代表 / 日川高）
- 池澤昌一 （PR、日本IBMビッグブルー → キヤノンイーグルス / 作新学院高）
- 大鰐健（FL、クボタスピアーズ所属 / 青森北高）
- 岡田泰昇（WTB、元栗田工業ウォーターガッシュ / 延岡東高）
- 北川忠資（FL・No.8、Honda Heat所属 / 東山高）
- 北川智規 （WTB、パナソニック ワイルドナイツ所属、日本代表 / 東山高）
- 清井勇壱（CTB、元豊田自動織機シャトルズ、豊田自動織機シャトルズ主務 / 伏見工高）
- 後藤一将（No.8、元栗田工業ウォーターガッシュ / 東海大翔洋高）
- 小柳泰貴 （WTB、コカ・コーラレッドスパークス所属 / 佐賀工高）
- 阪元弘幸（CTB、日本IBMビッグブルー → 東京電力ラグビー部 → キヤノンイーグルス / 佐土原高）
- 笹倉康義（PR、元リコーブラックラムズ / 向上高）
- 志柿真和（SO、東京電力ラグビー部 → Sharks / 筑紫高）
- 田井中啓彰 （WTB・FB、三洋電機 → キヤノンイーグルス / 北九州高）
- 坪井淳（CTB、栗田工業ウォーターガッシュ所属 / 國學院栃木高）
- 仲本フドウ太（LO、元東京電力ラグビー部所属 / 東山高）
- 西村忠将（LO・HO、キヤノンイーグルス → 北海道バーバリアンズ → Sharks → 日本IBMビッグブルー所属 / 成城学園高）
- 林時光 （HO、NTTドコモレッドハリケーンズ所属 / 大工大高）
- 三根秀敏 （LO、コカ・コーラレッドスパークス所属 / 佐賀工高）
- 吉田正明 （2006年度主将、SH、豊田自動織機シャトルズ所属 / 大工大高）
- 石田雅人 （LO、元日本IBMビッグブルー / 上郷高）
- 今健治（PR、三菱重工相模原ダイナボアーズ所属 / 青森北高）
- 大野潤滋朗（FL、栗田工業ウォーターガッシュ所属 / 熊本西高）
- 金堀優 (WTB・CTB、元コカ・コーラウエスト / 筑紫高)
- 児玉典隆 (PR、元サントリーフーズサンデルフィス / 筑紫高)
- 五郎丸亮 （HO、コカ・コーラレッドスパークス所属、五郎丸歩の兄 / 佐賀工高）
- 齋藤剛志（PR、大阪チタニウムテクノロジーズラグビー部所属 / 大工大高）
- 佐伯悠（FL、釜石シーウェイブス所属 / 東農大一高）
- 櫻谷勉（CTB、Honda Heat → NECグリーンロケッツ所属 / 伏見工高）
- 重見彰洋（SO・CTB、リコーブラックラムズ → 日本IBMビッグブルー所属 / 松山商高）
- 高山国哲（SO、東芝ブレイブルーパス → 宗像サニックスブルース所属、現・立命館大学ラグビー部BKコーチ / 啓光学園高）
- 武田武（FL、サントリーフーズサンデルフィス所属 / 東海大相模高）
- 竹山浩史 （FL・No.8、キヤノンイーグルス所属 / 大島高）
- 田中貴士（PR、Honda Heat所属 / 大工大高）
- 立木亮（WTB、三菱重工長崎ラグビー部所属 / 長崎北陽台高）
- 堤皓（WTB、元日野自動車レッドドルフィンズ / 九州学院高）
- 藤井亮太（SH・SO、元東芝ブレイブルーパス、駿河台大学ラグビー部コーチ / 佐賀工高）
- 本村正憲（SH、元東京電力ラグビー部 / 熊本西高）
- 山下祐史 （CTB、パナソニック ワイルドナイツ → NECグリーンロケッツ、八戸学院大学ラグビー部ヘッドコーチ / 大工大高）
- 中園真司 （2007年度主将、WTB、ヤマハ発動機ジュビロ所属、7人制日本代表 / 佐賀工高）
- 朝見力弥（WTB、パナソニック ワイルドナイツ → 豊田自動織機シャトルズ所属 / 正智深谷高）
- 泉澤拓郎（No.8、サントリーフーズサンデルフィス所属 / 生田高）
- 神谷享志（HO、豊田自動織機シャトルズ所属 / 高鍋高）
- 高梨達也（CTB・FB、日本IBMビッグブルー所属 / 桐蔭学園高）
- 西垣友博（PR、Honda Heat所属 / 東山高）
- 西直紀 （LO、元ヤマハ発動機ジュビロ所属 / 佐賀工高）
- 本村旨嵩（SH、栗田工業ウォーターガッシュ所属 / 熊本西高）
- 宮城果報 （No.8、元東京電力ラグビー部 / 沖縄石川高）
- 森田有希（SO、豊田自動織機シャトルズ所属 / 啓光学園高）
- 山口哲生（CTB、元三菱重工相模原ダイナボアーズ、7人制日本代表 / 専大松戸高）
- 山下桂樹（HO、サントリーフーズサンデルフィスヘッドコーチ / 京都成章高）
- 土佐誠（2008年度主将、No.8、NECグリーンロケッツ所属 / 尾道高）
- 岩田康助（FL、大阪チタニウムテクノロジーズラグビー部所属 / 大工大高）
- 太田千博（CTB・WTB、三菱重工相模原ダイナボアーズ所属 / 向上高）
- 帯谷大介（SO・CTB、NTTコミュニケーションズシャイニングアークス所属 / 佐賀工高）
- 勝浦太介（PR、三菱自動車水島ラグビー部所属 / 津山工高）
- 菊池裕太（CTB、富士ゼロックスFIREBIRD所属 / 関東学院高）
- 北川勇次（LO、パナソニック ワイルドナイツ → 釜石シーウェイブス所属、日本代表 / 大阪桐蔭高）
- 清水佑（LO、神戸製鋼コベルコスティーラーズ所属 / 伏見工高）
- 設樂哲也（HO、パナソニック ワイルドナイツ所属 / 東農大二高）
- 田瀬慎之介 （SO、元キヤノンイーグルス / 山形中央高）
- 安藤泰洋 （2009年度主将、FL、トヨタ自動車ヴェルブリッツ所属 / 秋田工高）
- 飯塚翔（FL、富士ゼロックスFIREBIRD所属 / 柏日体高）
- 木村恵輔 （SO・FB、パナソニック ワイルドナイツ所属 / 東農大二高）
- 高坂平（PR、クリーンファイターズ所属 / 青森北高）
- 高昊嗣（HO、マツダブルーズーマーズ所属 / 大阪朝鮮高）
- 清木場渉 （CTB・FB、JR九州サンダース所属 / 佐賀工高）
- 辻井宏介（FL、NTTドコモレッドハリケーンズ所属 / 伏見工高）
- 中村彰（HO、日本IBMビッグブルー → 宗像サニックスブルース → 釜石シーウェイブス所属 / 佐賀工高）
- 長谷川元氣（WTB、リコーブラックラムズ所属 / 伏見工高）
- 細川諭（SH、釜石シーウェイブス所属 / 盛岡工高）
- 三谷竜生 （CTB、競輪選手 / 東山高）
- 三輪忠寛 （CTB・FB、パナソニック ワイルドナイツ所属 / 東農大二高）
- 村下雅章（LO、近鉄ライナーズ所属 / 伏見工高）
- 森悠記（SH、マツダブルーズーマーズ所属 / 東山高）
- 大島脩平（2010年度主将、WTB、東芝ブレイブルーパス所属 / 京都成章高）
- 荒牧佑輔（SO、九州電力キューデンヴォルテクス所属、7人制日本代表 / 小倉高）
- 大田力（No.8、マツダブルーズーマーズ所属 / 報徳学園高）
- 黒田寛人（SH・WTB、栗田工業ウォーターガッシュ所属）
- 笹倉康誉（CTB・FB、パナソニック ワイルドナイツ所属 / 向上高）
- 立木諒（SO、マツダブルーズーマーズ所属 / 四日市農芸高）
- 谷野智紀（CTB、富士ゼロックスFIREBIRD所属 / 東海大仰星高）
- 夏井大輔（FB、東芝ブレイブルーパス所属 / 秋田工高）
- 南翔悟（SO、ヤクルトレビンズ所属 / 佐賀工高）
- 平田一真（FL、九州電力キューデンヴォルテクス所属 / 九州学院高）
- 藤田翔（WTB・CTB、船岡自衛隊ワイルドボアーズ所属 / 青森北高）
- 吉田親人（PR、ヤクルトレビンズ所属 / 熊本西高）
- 田中圭一（2011年度主将、PR、東芝ブレイブルーパス所属 / 佐賀工高）
- 新井信善（PR、宗像サニックスブルース所属 / 東大阪大学柏原高）
- 後藤駿弥（LO・FL、Honda Heat所属 / 四日市農芸高）
- 小林直哉（WTB、クリーンファイターズ所属 / 向上高）
- 鈴木彩香（立正大学ラグビー部女子コーチ、女子日本代表、7人制女子日本代表 / 鶴見高）
- 関口諒（WTB、富士ゼロックスFIREBIRD所属 / 保善高）
- 中尾光男（LO、栗田工業ウォーターガッシュ所属 / 検見川高）
- 山路健太（SH、Honda Heat所属 / 四日市農芸高）
- 渡邊友哉（HO、豊田自動織機シャトルズ所属 / 西陵高）
- 渡邊昌紀（WTB、リコーブラックラムズ所属、7人制日本代表 / 桂高）
- 稲垣啓太（2012年度主将、PR、パナソニック ワイルドナイツ、レベルズ所属、日本代表/ 新潟工高）
- 川野久視 （LO、明治安田生命ホーリーズ所属 / 桐蔭学園高）
- 佐々木渉太（WTB、三鷹オールカマーズ → クリーンファイターズ所属 / 横浜修悠館高）
- 杉町圭太（CTB、新日鉄住金八幡ラグビー部所属 / 修猷館高）
- 岡山敦士（2013年度主将、PR、栗田工業ウォーターガッシュ所属 / 常翔啓光学園高）
- 伊藤隆太朗 （CTB、明治安田生命ホーリーズ所属 / 常翔学園高）
- 井上卓哉（SH、クボタスピアーズ所属 / 東京高）
- 駒井秀多（WTB、ヤクルトレビンズ所属 / 関東学院六浦高）
- 今井隆太（2014年度主将、HO、ブルーシャークス所属 / 秋田工高）
- 青木鷹（SO・SH、清水建設ブルーシャークス所属 / 天理高）
- 鈴木実沙紀（東京フェニックス所属、女子日本代表、7人制女子日本代表 / 市立船橋高）
- 高桑悠（FL、秋田ノーザンブレッツラグビーフットボールクラブ所属 / 男鹿工高）
- 高城佑太（2015年度主将、SH、パナソニック ワイルドナイツ所属  / 盛岡工高）
- 菅沼神兵（SO、栗田工業ウォーターガッシュ  / 横浜修悠館高）
- 長谷勇希（LO/FL/No8、クリーンファイターズ所属  / 常翔啓光学園高）
- 宮川智海（2016年度主将、FL、パナソニック ワイルドナイツ所属  / 秋田工高）
- 吉良友嘉（CTB/WTB、ヤマハ発動機ジュビロ所属  / 日本文理大学附属高）
- 青山晃（2018年度主将、CTB、明治安田生命ホーリーズ所属  / 関東学院高）
- 岩下丈一郎（SO、コカ・コーラレッドスパークス → 宗像サニックスブルース所属  / 九州学院高）
- 鈴木伊織（2019年度主将、No.8、マツダブルーズーマーズ所属  / 関東学院六浦高）
- 川崎龍清（LO/FL、パナソニック ワイルドナイツ所属  / 盛岡工高）
- 福士萌起（WTB、日野レッドドルフィンズ所属  / 佐賀工業高）
- 岡輝剛（HO、九州電力キューデンヴォルテクス所属  / 佐賀工業高）
- 長田将大（PR、釜石シーウェイブス所属  / 関東学院六浦高）
- 川崎清純（WTB・FB、埼玉パナソニックワイルドナイツ所属、7人制日本代表  / 盛岡工）
- 山﨑海（LO・FL、クリタウォーターガッシュ昭島所属  / 佐賀工）
- 阿部竜二（WTB、釜石シーウェイブス所属  / 黒沢尻工）
- 矢野裕二郎（LO、日野レッドドルフィンズ所属  / 関東学院六浦高）
- 荒牧太陽（SO、丸和MOMOTARO’S所属  / 筑紫高）
- 兒玉隆之介（PR、JR九州サンダース所属  / 佐賀工業高）
- 内川朝陽（2024年度共同主将、FL・No.8、NECグリーンロケッツ所属  / 佐賀工業高）
- 服部莞太（SH、日野レッドドルフィンズ所属  / 佐賀工業高）

## 所在地
- 横浜市金沢区釜利谷南3-22-1

## 大麻による不祥事
（詳細は「関東学院大学ラグビー部大麻事件」を参照）
2007年11月、大麻取締法違反容疑で部員2名が逮捕・起訴されたため、「対外試合を2008年3月末日まで自粛・監督は対外試合をはじめラグビーの指導を3ヶ月自粛・部長は学生の管理責任をとり辞任・当該部員2名については11月9日付で退部（12月19日に退学処分）となった。ラグビー部公式サイトでは、その直後にもレギュラー選手1名を含む2～4年生部員計12名の大麻吸引が更に発覚、監督の引責辞任に至り、同12名は同法違反（共同所持）容疑で書類送検され、大学側から
- （1）大麻を吸引した12名全員について、無期停学とし、さらに教育的指導および研修を行うものとする（なお、12名の部員に対するラグビー部としての措置は、無期限謹慎とする）。
- （2）ラグビー部に対しては、対外試合の自粛期間を延長し、前回の措置を決めた12月4日から6ヶ月継続するとする旨が発表された。

12月、渡辺憲正副学長が関東ラグビーフットボール協会を訪れ処分内容などを記した報告書を提出した。